# ハプスブルク家人物一覧
ハプスブルク家人物一覧（ハプスブルクけじんぶついちらん）では、ハプスブルク家およびハプスブルク＝ロートリンゲン家の神聖ローマ皇帝やローマ王、スペイン王、その他の君主や領主、およびその一族などを列挙する。 (  ) 内はすべて生没年を示す。在位年は表記しない。

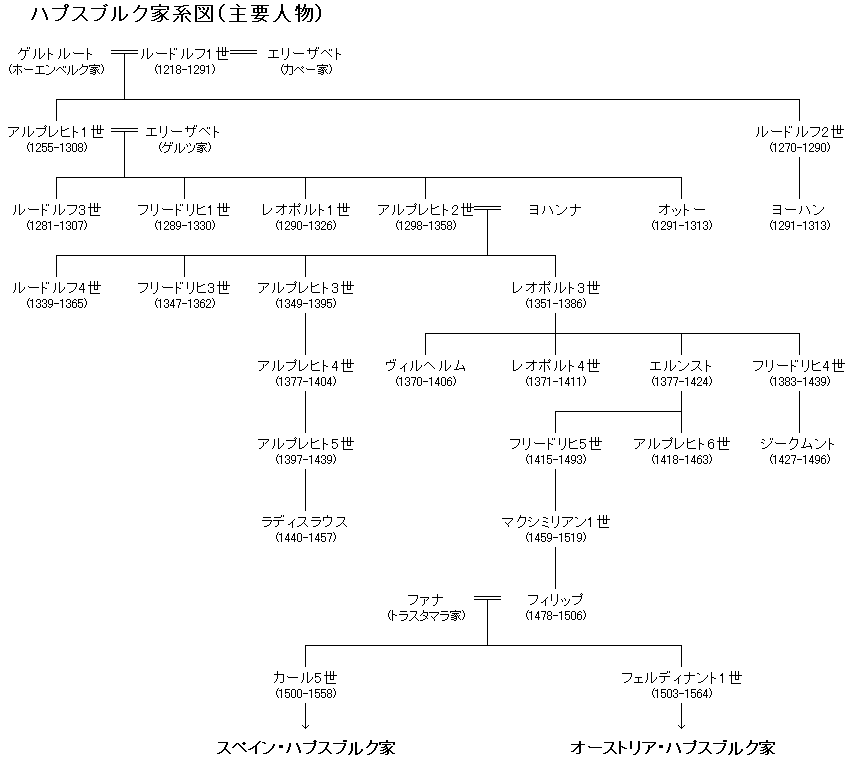
系図1

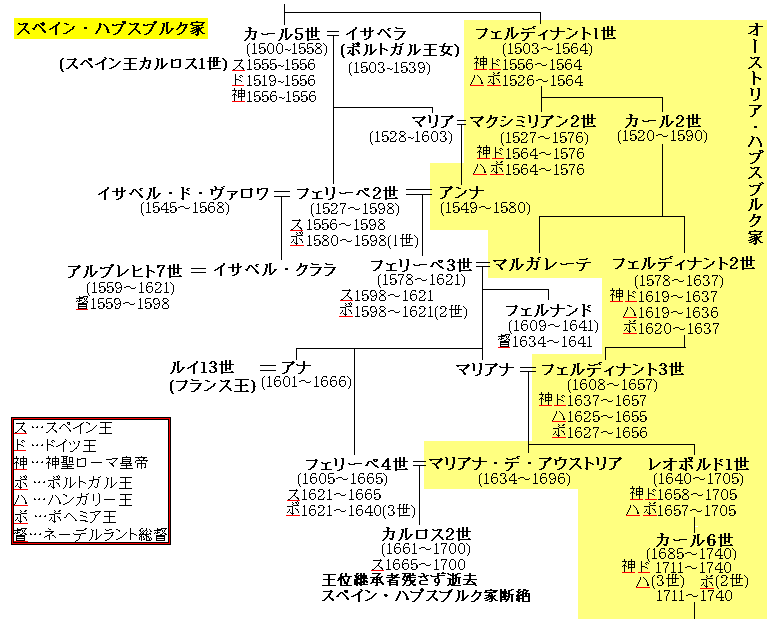
系図2

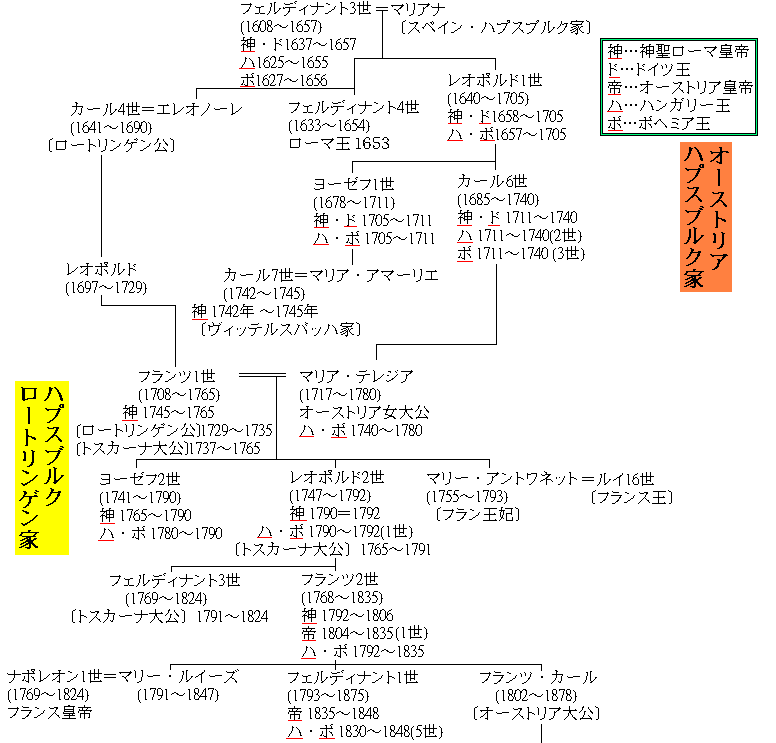
系図3

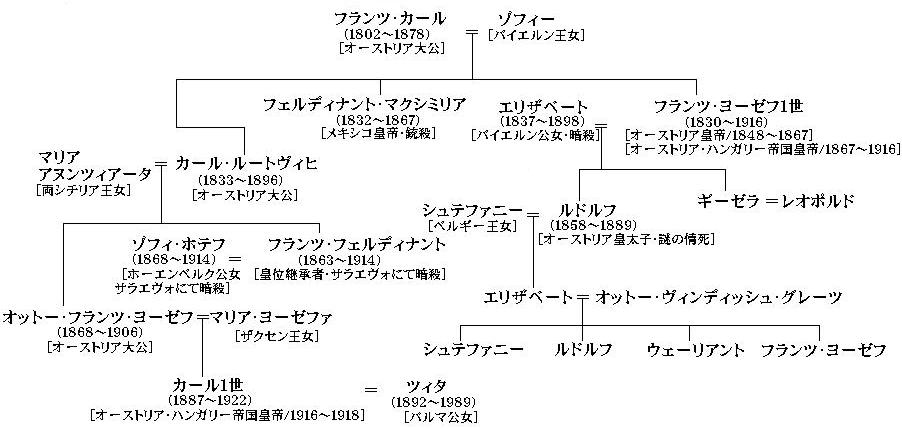
系図4

## ア行

### アルブレヒト
- アルブレヒト1世（1255年 - 1308年）：ローマ王。
- アルブレヒト2世（1397年 - 1439年）：ローマ王、オーストリア公（アルブレヒト5世）。
- アルブレヒト2世（1298年 - 1358年）：オーストリア公。「賢公」。
- アルブレヒト3世（1349年 - 1395年）：オーストリア公。
- アルブレヒト4世（1377年 - 1404年）：オーストリア公。
- アルブレヒト6世（1418年 - 1463年）：オーストリア大公。
- アルブレヒト7世（1559年 - 1621年）：枢機卿、ポルトガル総督、ネーデルラント総督。
- アルブレヒト・フォン・エスターライヒ＝テシェン（1817年 - 1895年）：テシェン（チェシン）公、オーストリアおよびドイツ帝国陸軍元帥。
- アルブレヒト・フォン・エスターライヒ＝テシェン (1897-1955)：一時期ハンガリー王位請求者。

### アンナ／アンヌ／アナ
- アンナ（1528年 - 1590年）：バイエルン公アルブレヒト5世妃。
- アナ（1549年 - 1580年）：スペイン王フェリペ2世妃。
- アンナ・フォン・ティロル（1585年 - 1618年）：神聖ローマ皇帝マティアス妃。
- アンナ（1573年 - 1598年）：ポーランド王兼スウェーデン王ジグムント3世妃。
- アンヌ・ドートリッシュ（1601年 - 1666年）：フランス王ルイ13世妃。

### イサベル／エリーザベト
- イサベル・クララ・エウヘニア（1566年 - 1633年）：アルブレヒト7世の妻、ネーデルラント総督。
- イサベル（イザベラ、エリーサベト）（1501年 - 1525年）：デンマーク王クリスチャン2世妃。
- エリーザベト（1922年 - 1993年）
- エリーザベト（1437年頃 - 1505年）：ポーランド王カジミェシュ4世妃。
- エリーザベト（1526年 - 1545年）：ポーランド王ジグムント2世の最初の妃。
- エリーザベト・アマーリエ（1878年 - 1960年）：フランツ・フェルディナント大公の妹、リヒテンシュタイン侯フランツ・ヨーゼフ2世の母。
- エリザベート・ドートリッシュ（1554年 - 1592年）：フランス王シャルル9世妃。
- エリーザベト・フランツィスカ（1831年 - 1903年）
- エリーザベト・フランツィスカ（1892年 - 1930年）
- エリーザベト・マリー（1883年 - 1963年）：ルドルフ皇太子の娘。

### ヴィルヘルム
- ヴィルヘルム（1370年 - 1406年）：シュタイアーマルク公。
- ヴィルヘルム・フォン・エスターライヒ (1827-1894)：テシェン公子、ドイツ騎士団総長。
- ヴィルヘルム・フォン・エスターライヒ (1895-1948)：ウクライナ王位請求者、「赤い大公」。

### エルンスト
- エルンスト（1377年 - 1424年）：オーストリア公。「鉄公」。
- エルンスト・フォン・エスターライヒ (1553-1595)：ネーデルラント総督。
- エルンスト・フォン・エスターライヒ (1824–1899)（ドイツ語版）：オーストリア大公ライナーの次男。

### エレオノーレ／エレオノール／レオノール
- レオノール（エレオノーレ、エレオノール）（1498年 - 1558年）：ポルトガル王マヌエル1世妃、フランス王フランソワ1世妃。
- エレオノーレ・フォン・エスターライヒ (1534-1594) - 神聖ローマ皇帝フェルディナント1世の娘。マントヴァ公グリエルモの妃。
- エレオノーレ・フォン・エスターライヒ (1582-1620) - 神聖ローマ皇帝フェルディナント2世の妹。
- エレオノーレ・マリア・ヨーゼファ（1628年 - 1686年）：ロートリンゲン公カール4世（シャルル4世）妃。
- エレオノーレ・ハプスブルク＝ロートリンゲン（1994年 - ）：オーストリア大公女。

### オットー
- オットー（1301年 - 1339年）：オーストリア公、ケルンテン公。「陽気公」。
- オットー・フランツ（1868年 - 1906年）：オーストリア大公。オーストリア皇帝カール1世の父。
- オットー（1912年 - 2011年）：オーストリア皇帝カール1世の長男で、最後の皇太子。欧州議会議員。

### その他
- アウグステ・フェルディナンデ・フォン・エスターライヒ＝トスカーナ（1825年 - 1864年）
- アスンタ・フォン・エスターライヒ＝トスカーナ（1902年 - 1993年）
- アーデルハイト（1914年 - 1971年）：カール1世の長女。
- アメデオ（1986年 - ）：オーストリア＝エステ大公、ベルギー王子。
- アンドレア・フォン・ハプスブルク（英語版）（1953年 - ）
- アントン（1901年 - 1987年）：カルリスタ王位請求者。
- ヴァルブルガ・ハプスブルク・ドゥグラス（英語版）（1958年 - ）
- エドゥアルト・ハプスブルク＝ロートリンゲン（1967年 - ）：ハンガリー駐聖座大使。
- エンリコ・ダズブルゴ＝ロレーナ（ドイツ語版）（1828年 - 1891年）
- オイゲン・フォン・エスターライヒ（1863年 - 1954年）：ハプスブルク＝ロートリンゲン家出身の最後のドイツ騎士団総長。

## カ行

### カタリナ
- カタリナ（1507年 - 1578年）：ポルトガル王ジョアン3世妃
- カタリーナ (1533年 - 1572年)　:マントヴァ公フランチェスコ3世ゴンザーガ妃、ポーランド王ジグムント2世妃。
- カタリーナ・ミカエラ（1567年 - 1597年）：サヴォイア公カルロ・エマヌエーレ1世妃。
- カタリーナ・レナータ・フォン・エスターライヒ（1576年 - 1599年）：神聖ローマ皇帝フェルディナント2世の姉。

### カール／カルロス
- カール1世（1887年 - 1922年）オーストリア皇帝。
- カール2世（1540年 - 1590年）：内オーストリア大公、シュタイアーマルク公。
- カール5世（1500年 - 1558年）：神聖ローマ皇帝、スペイン王（カルロス1世）。
- カール6世（1685年 - 1740年）：神聖ローマ皇帝
- カール・フォン・エスターライヒ (1590-1624)：神聖ローマ皇帝フェルディナント2世の末弟。
- カール（1771年 - 1847年）：オーストリア大公、テシェン（チェシン）公。
- カール（1785年 - 1809年）：オーストリア＝エステ大公、グラン大司教。
- カール（1961年 - ）：現当主。元欧州議会議員。元オーストリア皇太子オットーの長男。
- カール・シュテファン（1860年 - 1933年）：オーストリア＝ハンガリー海軍元帥、ポーランド国王候補。
- カール・ピウス（1909年 - 1953年）：カルリスタ王位請求者。
- カール・フェルディナント（1818年 - 1874年）：テシェン公カールの次男。
- カール・ルートヴィヒ（1833年 - 1896年）：オーストリア大公。フランツ・フェルディナント大公の父、カール1世の祖父。
- カール・ルートヴィヒ・ハプスブルク＝ロートリンゲン（1918年 - 2007年） ：カール1世の4男。
- カルロ・サルヴァトーレ・ダズブルゴ＝トスカーナ（1839年 - 1892年）
- カルロス2世（1661年 - 1700年）：スペイン王。
- カルロス（1545年 - 1568年）：スペイン王太子（アストゥリアス公）。
- カルロス（1607年 - 1632年）：フェリペ3世の次男。
- カール＝コンスタンティン（英語版）（2004年 - ）

### その他
- ガブリエーラ・フォン・ハプスブルク（英語版）（1956年 - ）
- カロリーネ・フォン・エスターライヒ＝トスカーナ（1869年 - 1945年）
- カロリーネ・フェルディナンデ・フォン・エスターライヒ（1801年 - 1832年）：ザクセン王フリードリヒ・アウグスト2世の妃。
- ギーゼラ（1856年 - 1932年）：オーストリア皇帝フランツ・ヨーゼフ1世の次女。
- クニグンデ（1465年 - 1520年）：バイエルン公アルブレヒト4世妃。
- クラウディア・フェリーツィタス（1653年 - 1676年）：神聖ローマ皇帝レオポルト1世皇后。
- グレゴリア・マクシミリアーネ・フォン・エスターライヒ（1581年 - 1597年）：神聖ローマ皇帝フェルディナント2世の妹。
- ゲーザ（1940年 - ）：ハンガリーの分家。
- ゲオルク（1964年 - ）：オットー・フォン・ハプスブルクの次男。
- ゲルトルート・フォン・エスターライヒ＝トスカーナ（1900年 - 1962年）
- コンスタンツェ（1588年 - 1631年）：ポーランド王ジグムント3世妃。

## サ行
- ジギスムント（ジークムント）（1427年 - 1496年）：前方オーストリア公、のち大公。
- ジギスムント（ジークムント）・フランツ（1427年 - 1496年）：前方オーストリア大公。
- ジギスムント・フォン・ハプスブルク＝ロートリンゲン：ハプスブルク＝トスカーナ家の現当主。
- シジズモンド・レオポルド・ダズブルゴ＝ロレーナ（ドイツ語版）（1826年 - 1891年）
- ジメオン・ハプスブルク＝ロートリンゲン（1958年 - ）
- シャルロッテ・ハプスブルク＝ロートリンゲン（1921年 - 1989年）
- シュテファン（1817年 - 1867年）：ハンガリー副王。
- ジョヴァンナ・ダズブルゴ（1547年 - 1578年）：トスカーナ大公フランチェスコ1世・デ・メディチの最初の妃。
- ゾフィー・フォン・エスターライヒ（1855年 - 1857年）：フランツ・ヨーゼフ1世の皇女。

## タ行
- ツェツィーリア・レナータ（1611年 - 1644年）：ポーランド王ヴワディスワフ4世妃。
- ディエゴ（1575年 - 1582年）：スペイン王太子（アストゥリアス公）。
- ドローレス・フォン・エスターライヒ＝トスカーナ（1891年 - 1974年）

## ハ行

### フィリップ／フェリペ
- フィリップ（1478年 - 1506年）：ブルゴーニュ公（フィリップ4世）、カスティーリャ王（フェリペ1世：僭称）。「美公」。
- フェリペ2世（1527年 - 1598年）：スペイン王、ポルトガル王（フィリペ1世）。
- フェリペ3世（1578年 - 1621年）：スペイン王、ポルトガル王（フィリペ2世）。
- フェリペ4世（1605年 - 1665年）：スペイン王、ポルトガル王（フィリペ3世）。

### フェルディナント／フェルディナンド
- フェルディナント1世（1503年 - 1564年）：神聖ローマ皇帝。
- フェルディナント1世（1793年 - 1875年）：オーストリア皇帝。
- フェルディナント2世（1578年 - 1637年）：神聖ローマ皇帝。
- フェルディナント2世（1529年 - 1595年）：前方オーストリア大公
- フェルディナント3世（1608年 - 1657年）：神聖ローマ皇帝。
- フェルディナンド3世（1769年 - 1824年）：トスカーナ大公。
- フェルディナント4世（1633年 - 1654年）：ローマ王（帝位継承前に死去）、ハンガリー王、ボヘミア王。
- フェルディナンド4世（1835年 - 1908年）：トスカーナ大公。
- フェルディナント・カール（1754年 - 1806年）：オーストリア＝エステ大公。
- フェルディナント・カール（1628年 - 1662年）：前方オーストリア大公。
- フェルディナント・カール・フォン・エスターライヒ (1868-1915)（ドイツ語版）
- フェルディナント・ズヴォニミル（1997年 - ）：現当主カールの長男。
- フェルナンド（1571年 - 1578年）：スペイン王太子（アストゥリアス公）。
- フェルナンド（1609年 - 1641年）：フェリペ3世の三男。枢機卿。

### フランツ／フランチェスコ
- フランチェスコ4世（1779年 - 1846年）：モデナ公。
- フランチェスコ5世（1819年 - 1875年）：モデナ公。
- フランツ1世（1708年 - 1765年）：神聖ローマ皇帝、トスカーナ大公（フランチェスコ2世）。
- フランツ2世（1768年 - 1835年）：神聖ローマ皇帝、オーストリア皇帝（フランツ1世）。
- フランツ・カール（1802年 - 1878年）：オーストリア大公。オーストリア皇帝フランツ・ヨーゼフ1世の父。
- フランツ・カール・ザルヴァトール・フォン・エスターライヒ＝トスカーナ（1893年 - 1918年）
- フランツ・ザルヴァトール・フォン・エスターライヒ＝トスカーナ（1866年 - 1939年）
- フランツ・フェルディナント・フォン・エスターライヒ＝エステ（1863年 - 1914年）：オーストリア皇位継承者、オーストリア＝エステ大公。サライェヴォ事件の犠牲者としても知られる。
- フランツ・ヨーゼフ1世（1830年 - 1916年）：オーストリア皇帝。
- フランツ・ヨーゼフ（1905年 - 1975年）：カルリスタ王位請求者。

### フリードリヒ
- フリードリヒ2世（1327年 - 1344年）：オットー陽気公の子。早世。
- フリードリヒ3世（1289年 - 1330年）：ローマ王（対立王）、オーストリア公（フリードリヒ1世）。
- フリードリヒ3世（1415年 - 1493年）：神聖ローマ皇帝（ローマ王としてはフリードリヒ4世）、オーストリア大公（フリードリヒ5世）。
- フリードリヒ3世（1347年 - 1367年）：アルブレヒト2世（賢公）の子。早世。
- フリードリヒ4世（1383年 - 1439年）：オーストリア公。「無一文公」。
- フリードリヒ（1856年 - 1936年）：テシェン（チェシン）公、第一次世界大戦時のオーストリア＝ハンガリー陸軍最高司令官。

### その他
- バルタサール・カルロス（1629年 - 1646年）：スペイン王太子（アストゥリアス公）。
- ハルトマン（1263年 - 1281年）：エルザス方伯。
- バルバラ・ダウストリア（1539年 - 1572年）：神聖ローマ皇帝フェルディナント1世の娘。フェラーラ公アルフォンソ2世・デステの二度目の妃。
- フアナ（1535年 - 1573年）：ポルトガル王太子ジョアン妃、ポルトガル王セバスティアン1世の母。
- ドン・フアン・デ・アウストリア（1547年 - 1578年）：ネーデルラント総督。
- フアン・ホセ・デ・アウストリア（1629年 - 1679年）：フェリペ4世の庶子。
- フェリックス（1916年 - 2011年）：カール1世の三男。
- フーベルト・ザルヴァトール・フォン・エスターライヒ＝トスカーナ（1894年 - 1971年）
- ペーター・フェルディナント・フォン・エスターライヒ＝トスカーナ（1874年 - 1948年）：1942年から没するまでトスカーナ大公家の家長。
- ヘートヴィヒ・フォン・エスターライヒ＝トスカーナ（1896年 - 1970年）
- ヘレーナ・フォン・エスターライヒ（1543年 - 1574年）：神聖ローマ皇帝フェルディナント1世の娘。修道女。

## マ行

### マクシミリアン
- マクシミリアーノ1世（1832年 - 1867年）：メキシコ皇帝。
- マクシミリアン1世（1459年 - 1519年）：神聖ローマ皇帝。
- マクシミリアン2世（1527年 - 1576年）：神聖ローマ皇帝。
- マクシミリアン3世・フォン・エスターライヒ（1558年 - 1618年）：前方オーストリア大公、ドイツ騎士団総長。
- マクシミリアン・エルンスト（1583年 - 1616年）：神聖ローマ皇帝フェルディナント2世の弟。
- マクシミリアン・オイゲン（1895年 - 1952年）：カール1世の弟。
- マクシミリアン・フランツ（1756年 - 1801年）：ドイツ騎士団総長、ケルン大司教（選帝侯）。
- マクシミリアン・ヨーゼフ（1782年 - 1863年）：オーストリア＝エステ大公、ドイツ騎士団総長。

### マリア／マリー／マリアナ
- マリア（1505年 - 1558年）：ハンガリー王兼ボヘミア王ラヨシュ2世妃。
- マリア（1528年 - 1603年）：神聖ローマ皇帝マクシミリアン2世妃。
- マリア（1531年 - 1581年）：ユーリヒ＝クレーフェ＝ベルク公ヴィルヘルム5世妃。
- マリーア・アデライデ（1822年 - 1855年）：サルデーニャ王ヴィットーリオ・エマヌエーレ2世妃。
- マリア・アマーリエ（1701年 - 1756年）：神聖ローマ皇帝カール7世（バイエルン選帝侯カール・アルブレヒト）妃。
- マリア・アマーリア（1746年 - 1804年）：パルマ公フェルディナンド妃。
- マリー・アントワネット（マリア・アントーニア）（1755年 - 1793年）：フランス王ルイ16世妃
- マリア・アントニア（1669年 - 1692年）バイエルン選帝侯マクシミリアン2世エマヌエル妃。
- マリア・アントニア・フォン・エスターライヒ＝トスカーナ（1899年 - 1977年）
- マリー・アンリエット（1836年 - 1902年）：ベルギー国王レオポルド2世妃。
- マリア・アンナ（マリア・アナ）（1606年 - 1646年）：神聖ローマ皇帝フェルディナント3世皇后。
- マリア・アンナ（1610年 - 1665年）：バイエルン選帝侯マクシミリアン1世妃。
- マリア・アンナ（1718年 - 1744年）：ロートリンゲン公子カール・アレクサンダー妃。
- マリア・アンヌンツィアータ（1876年 - 1961年）：フランツ・フェルディナント大公の妹。
- マリアナ（マリア・アナ）（1635年 - 1696年）：スペイン王フェリペ4世妃。
- マリア・アンナ・ヨーゼファ（1683年 - 1754年）：ポルトガル王ジョアン5世妃。
- マリーア・イザベッラ・ダズブルゴ＝トスカーナ（1834年 - 1901年）
- マリア・インマクラータ・フォン・エスターライヒ＝トスカーナ (1878-1968)
- マリア・インマクラータ・フォン・エスターライヒ＝トスカーナ (1892-1971)
- マリー・ヴァレリー（1868年 - 1924年）：オーストリア皇帝フランツ・ヨーゼフ1世の三女。
- マリア・エリーザベト（1680年 - 1741年）：神聖ローマ皇帝レオポルト1世の娘、ネーデルラント総督。
- マリア・カロリーナ（1752年 - 1814年）：ナポリ王・シチリア王フェルディナンド4世（3世）妃。
- マリア・クリスティーナ・フォン・エスターライヒ (1574-1621)：トランシルヴァニア公バートリ・ジグモンドの妃。
- マリア・クリスティーナ（1742年 - 1798年）：テシェン女公、ネーデルラント総督。
- マリア・クリスティーナ（1858年 - 1929年）：スペイン王アルフォンソ12世妃。
- マリーア・クレメンティーナ（1777年 - 1801年）：両シチリア王フランチェスコ1世妃。
- マリーア・クレメンティーナ・ダズブルゴ＝ロレーナ (1798-1881)：両シチリア王子・サレルノ公レオポルドの妃。
- マリア・テレジア（1717年 - 1780年）：オーストリア大公、ハンガリー女王、ボヘミア女王、神聖ローマ皇帝フランツ1世皇后。「女帝」。
- マリーア・テレーザ（1773年 - 1832年）：サルデーニャ王ヴィットーリオ・エマヌエーレ1世妃。
- マリア・テレジア（1849年 - 1919年）：バイエルン王ルートヴィヒ3世妃。
- マリー・テレーズ（1638年 - 1683年）：フランス王ルイ14世妃
- マリア・テレジア（マリーア・テレーザ）（1816年 - 1867年）：両シチリア王フェルディナンド2世妃。
- マリア・テレーザ・ダズブルゴ＝トスカーナ（1801年 - 1855年）：サルデーニャ王カルロ・アルベルトの妃。
- マリア・テレジア・フォン・エスターライヒ＝トスカーナ（1862年 - 1933年）
- マリー・テレーズ（1817年 - 1886年）：シャンボール伯アンリ・ダルトワ夫人。
- マリー＝ドロテ（1867年 - 1932年）：オルレアン公フィリップの妻。
- マリーア・マッダレーナ（1589年 - 1631年）：トスカーナ大公コジモ2世妃。
- マリア・ヨーゼファ（1699年 - 1757年）：ポーランド王兼ザクセン選帝侯アウグスト3世妃。
- マリー・ルイーズ（1791年 - 1847年）：フランス皇帝ナポレオン1世皇后、パルマ女公。
- マリア・ルドヴィカ（1787年 - 1816年）：オーストリア皇帝フランツ1世妃。
- マリア・レオポルディナ（1797年 - 1826年）：ブラジル皇帝ペドロ1世皇后。
- マリア・レオポルディーネ（1632年 - 1649年）：神聖ローマ皇帝フェルディナント3世の皇后。
- マリア・レオポルディーネ（1776年 - 1848年）：バイエルン選帝侯カール・テオドール妃。

### マルガレーテ／マルゲリータ／マルグリット
- マルガレータ・フォン・エスターライヒ (1416-1486)：神聖ローマ皇帝フリードリヒ3世の妹。
- マルガレーテ・フォン・エスターライヒ (1536-1567)：神聖ローマ皇帝フェルディナント1世の娘。修道女。
- マルガレータ・フォン・エスターライヒ＝トスカーナ（1894年 - 1986年）
- マルガリータ（マルガレーテ）（1584年 - 1611年）：スペイン王フェリペ3世妃。
- マルガレーテ・クレメンティーネ（1870年 - 1955年）
- マルガレーテ・ゾフィー（1870年 - 1902年）：フランツ・フェルディナント大公の妹。
- マルガリータ・テレサ（1651年 - 1673年）：神聖ローマ皇帝レオポルド1世の皇后
- マルグリット（1480年 - 1530年）：アラゴン・カスティーリャ王太子フアン妃。サヴォイア公フィリベルト2世妃。ネーデルラント総督。
- マルゲリータ（1522年 - 1586年）：フィレンツェ公妃、パルマ公妃。

### その他
- マグダレーナ・フォン・エスターライヒ（1532年 - 1590年）：神聖ローマ皇帝フェルディナント1世の娘。尊者。
- マティアス（1557年 - 1619年）：神聖ローマ皇帝。
- ミヒャエラ・フォン・ハプスブルク（英語版）（1954年 - ）
- モニカ・フォン・ハプスブルク（英語版）（1954年 - ）

## ヤ行

### ヨーゼフ
- ヨーゼフ1世（1678年 - 1711年）：神聖ローマ皇帝。
- ヨーゼフ2世（1741年 - 1790年）：神聖ローマ皇帝。
- ヨーゼフ・アウグスト（1872年 - 1962年）：ハンガリー王国の国王候補。
- ヨーゼフ・アールパード・ハプスブルク＝ロートリンゲン（1933年 - 2017年）
- ヨーゼフ・アントン・フォン・エスターライヒ（1776年 - 1847年）：ハプスブルク＝ロートリンゲン家のハンガリーにおける分家の祖。
- ヨーゼフ・カール（1833年 - 1905年）
- ヨーゼフ・フェルディナント・フォン・エスターライヒ（1872年 - 1942年）
- ヨーゼフ・フランツ・フォン・エスターライヒ（1895年 - 1957年）

### ヨハン
- ヨハン・ザルヴァトール・フォン・エスターライヒ＝トスカーナ（1852年 - 1890年？）：皇籍離脱してヨハン・オルトを名乗る。南米で海難死。
- ヨハン・バプティスト・フォン・エスターライヒ（1782年 - 1859年）：オーストリア大公、帝国執政、メラン伯。「アルプス王」。
- ヨハン・パリツィーダ（1290年 - 1312/13年）：オーストリア公ルドルフ2世の息子。アルブレヒト1世を殺害した。

## ラ行

### ルドルフ
- ルドルフ1世（1218年 - 1291年）：ローマ王。「神君」。
- ルドルフ1世（1281年 - 1307年）：ボヘミア王、オーストリア公（ルドルフ3世）。
- ルドルフ2世（1270年 - 1290年）：オーストリア公、シュヴァーベン公。
- ルドルフ2世（1552年 - 1612年）：神聖ローマ皇帝。
- ルドルフ4世（1339年 - 1365年）：オーストリア公。大公（僭称）。「建設公」。
- ルドルフ（1788年 - 1831年）：オロモウツ大司教、枢機卿、作曲家。
- ルドルフ（1858年 - 1889年）：オーストリア皇帝フランツ・ヨーゼフ1世の皇太子。
- ルドルフ（1919年 - 2010年）：最後のオーストリア皇帝カール1世の五男。

### レオポルト／レオポルド
- レオポルト1世（1290年 - 1326年）：オーストリア公。
- レオポルト1世（1640年 - 1705年）：神聖ローマ皇帝。
- レオポルト2世（1328年 - 1344年）：オットー陽気公の子。早世。
- レオポルト2世（1747年 - 1792年）：神聖ローマ皇帝
- レオポルド2世（1797年 - 1870年）：トスカーナ大公。
- レオポルト3世（1351年 - 1386年）：シュタイアーマルク公。
- レオポルト4世（1371年 - 1411年）：オーストリア公。オーストリア公国の執政。「肥満公」。
- レオポルト5世（1586年 - 1632年）：前方オーストリア大公。
- レオポルト・ヴィルヘルム（1614年 - 1662年）：オルミュッツ司教、ブレスラウ司教、ネーデルラント総督。
- レオポルト・フェルディナント・フォン・エスターライヒ（英語版）（1868年 - 1935年）
- レオポルド・ルイージ・ダズブルゴ＝ロレーナ（英語版）（1823年 - 1898年）

### その他
- ラディスラウス（1440年 - 1457年）：ハンガリー王、ボヘミア王。
- ラディスラウス・フィリップ（1875年 - 1895年）：ハンガリーにおける分家。
- ライナー・ヨーゼフ（ラニエーリ）（1783年 - 1853年）：ロンバルド＝ヴェネト総督。
- ラニエーリ・フェルディナンド・ダズブルゴ＝ロレーナ（イタリア語版）（1827年 - 1913年）
- ルイーゼ・フォン・エスターライヒ＝トスカーナ（1870年 - 1947年）：最後のザクセン王フリードリヒ・アウグスト3世の妻。
- ルートヴィヒ・ヴィクトル（1842年 - 1919年）：オーストリア皇帝フランツ・ヨーゼフ1世の末弟。
- ローベルト（1915年 - 1996年）：オーストリア＝エステ大公。オーストリア皇帝カール1世の次男。
- ローレンツ（1955年 - ）：オーストリア＝エステ大公家の現当主、ベルギー王子。ローベルトの長男。